# Ropica robusta
Ropica robusta là một loài bọ cánh cứng trong họ Cerambycidae.